# Остров везения
«Остров везения» — российская комедия режиссёра Кирилла Козлова.

## Сюжет
Неудачливому ведущему выпадает сказочный шанс оказаться на борту океанского лайнера, где проходит финал конкурса красоты. Однако его везение вскоре омрачится цепью невероятных событий, в результате которых ему будет суждено оказаться на необитаемом острове в компании трёх девушек — участниц конкурса.
Дабы не быть заживо съеденным злыми девочками, лишившимися шанса завоевать вожделенную корону, парень придумывает хитроумный план. Он объясняет своим островитянкам, что именно так и был задуман финал конкурса, а это место напичкано скрытыми камерами, как в шоу «Остров», внимательно следящими за девушками. Далее он начинает придумывать разнообразные задания, а тем временем судорожно ищет путь к спасению.

## В ролях
| Актёр               | Роль         |
| ------------------- | ------------ |
| Роман Юнусов        | Рома         |
| Светлана Ходченкова | Лена         |
| Анна Хилькевич      | Юлия         |
| Агния Дитковските   | Даша         |
| Алексей Чумаков     | Лёша         |
| Татьяна Орлова      | мама Ромы    |
| Дарья Астафьева     | клофелинщица |
| Юлия Гришина        | Ли           |
| Мария Кравцова      |              |
| Александр Сазонов   | Толик        |

## Съёмки
Фильм снимался на острове Хонг (провинция Краби, Южный Таиланд) рядом с островом Пхукет (Таиланд).

## Критика
Максим Малюков, «Ovideo.ru»:

Перечислять всю сюжетную глупость «Острова везения» нет никакого желания, но её, поверьте, хватает с лихвой. Режиссёром картины выступил Кирилл Козлов, который до этого несколько лет работал монтажёром, и, надо сказать, лучше бы он им и оставался. Совершенно непонятно, что в этой картине забыла потрясающая Светлана Ходченкова. Вообще решение создателей купить зрителей тремя красотками в лице всё той же Ходченковой, Анны Хилькевич и Агнии Дитковските предельно понятно. Но даже присутствие очаровательных актрис не спасает эту заведомо провальную работу.

Денис А., «Кинобукварь»:

Сюжет <…> несколько пробуксовывает в середине, когда создатели пытаются перестроить сюжет с угасающей темы юмористического выживания, пародирующего и одновременно половину реалити–шоу и немощность горожанина в условиях дикой природы, на тему чистого финального экшна. <…> Личная харизма Романа Юнусова («Что творят мужчины!») и обаятельная простодушность и даже приземлённость женской троицы плюс сочные пейзажные кадры и умеренно смешная, и не пошлая, не циничная и какая–то не стыдная юмористическая составляющая сделали своё дело. Фильму удалось не уйти с головой в дурно пахнущий омут чисто пародийного жанра и не скатиться к надоевшей теме «смешного секса», всё прошло с намёками и околотемными шутками, но не более.

Кирилл Илюхин, «Weburg»:

[Кино] не переходит границы и не раздражает. Каждый диалог в меру глуп, каждая ситуация понятна, и глупость вполне вписывается в рамки комедии. <…> смотреть вполне можно, пусть и посмеяться не получится, и впечатлений после себя не оставит. Несмотря на яркость картинки, всё равно получилась серость. Она свойственна людям, которые не умеют шутить и которым поручили снять коммерческую комедию. Просто некоторые пытаются, неудачно, но пытаются. А некоторые всего лишь красиво снимают девушек на камеру, не вдаваясь в жанровую ориентацию проекта.

Борис Хохлов, «Film.ru»:

…солнце, море и пальмы и правда настраивают на добродушный лад (невзирая на всё предубеждение против фильма), а троица девушек-зажигалок в главных ролях как-то невероятно, по-неземному мила и очаровательна. Особенно, конечно, удивляет Светлана Ходченкова — вот сразу видно актрису мирового уровня, она даже в такой пустяковине находит что сыграть и подходит к картине, как настоящий профессионал, с гордо поднятой головой и полной готовностью валять дурочку.